# 백자청화 '성화3년'명 황수신 묘지
백자청화 '성화3년'명 황수신 묘지(白磁靑畵 '成化3年'銘 黃守身 墓誌)는 대한민국 경기도 용인시 기흥구, 경기도박물관에 있는 조선시대의 묘지이다. 2019년 8월 23일 경기도의 유형문화재 제358호로 지정되었다.

## 개요
조선전기 황희 정승의 아들 황수신(1407-1467)의 묘지로, 2012년 황수신 묘역 정리 과정에서 수습된 것을 황씨 종중회가 경기도박물관에 기증하였다. 지문은 1467년 강희맹이 썼으며, 그의 품성과 행적 특별히 환구단 설치 및 제도 정비 등 조선전기 제천례에 대한 중요한 단서를 제공하였다는 점에서 의미가 크다.
4장의 묘지 중 1~3장에만 지문이 청화로 필사되어 있고, 마지막 한 장은 내용이 없는데 이는 받침석으로 이용된 것으로 보인다. 4장의 판 모두 완벽하게 딱 떨어지는 직사각판은 아니며, 유면 곳곳에 크고 작은 기포가 생성되어 있다. 유약과 태토 역시 매우 정치한 편은 아니며, 청화 발색도 옅고 비교적 어둡다. 유색은 전체적으로 담청 회색빛이 도는 가운데 窯變으로 인해 일부면은 옅은 갈색을 띠고, 유면이 매우 얇다. 일부 유약이 시유되지 않은 곳도 있는데, 이러한 노태된 면의 경우 글자는 푸른 빛이 아닌 회청의 색깔 그대로인 흑색을 띤다. 세로면 1면이 無釉이며, 모든 묘지 뒷면에 태토빚음을 받쳐 구운 흔적이 있다. 특별히 다소 검은색의 청화발색과 안료의 뭉침 현상은 세조연간 土靑 개발에 힘썼던 정황을 뒷받침 하는 것으로 생각된다.
황수신 묘지는 크기, 유약·태토, 청화안료의 번짐 등이 가장 이른 시기 청화백자 묘지로 알려진 <백자청화 흥녕대부인 묘지(세조의 장모, 1456년)>와 유사한 점이 많다. 다만 차이는 흥녕대부인 묘지의 경우 묘지 측면에 모래와 내화토받침 흔적이 있어 묘지를 세워서 소성하였던 점이 다르다. 또한 총 6매로 4매에만 지문이 있고 나머지 2매는 각각 표지석과 받침석으로 사용되었다. 이들 묘지석 모두 15세기 중엽 경 청화백자 제작 정황을 시사해 준다.

## 지정 사유
묘지중에서 백자에 청화로 글씨를 쓴 예는 매우 귀한 편으로 현전하는 청화백자 묘지로는 두 번째 편년 자료이다.
규모가 큰 직사각형으로 희소성 측면에서 지정가치를 보유하고 있다.

## 같이 보기
- 황수신

## 참고 문헌
- 백자청화 '성화3년'명 황수신 묘지 - 국가유산청 국가유산포털